# 딜레이타 모하메드 딜레이타
딜레이타 모하메드 딜레이타(Dileita Mohamed Dileita, 1958년 3월 12일 ~ )는 지부티의 외교관 겸 정치인이다. 에티오피아 주재 지부티 대사 직책을 지냈다.

## 같이 보기
- 진보인민연합